# Peloribates
Peloribates är ett släkte av kvalster. Peloribates ingår i familjen Haplozetidae.

## Dottertaxa tillPeloribates, i alfabetisk ordning[1]
- Peloribates ababaeus
- Peloribates acutus
- Peloribates alaskensis
- Peloribates americanus
- Peloribates angulatus
- Peloribates asejugalis
- Peloribates barbatus
- Peloribates buntotanus
- Peloribates canadensis
- Peloribates clavatus
- Peloribates curtipilus
- Peloribates decumanus
- Peloribates dispersus
- Peloribates europaeus
- Peloribates floridensis
- Peloribates formosus
- Peloribates fragilis
- Peloribates fuscosetosus
- Peloribates genavensium
- Peloribates glaber
- Peloribates grandis
- Peloribates gressitti
- Peloribates guttatoides
- Peloribates guttatus
- Peloribates haramachiensis
- Peloribates hirsutus
- Peloribates hubbardi
- Peloribates hungaricus
- Peloribates hystrix
- Peloribates intermedius
- Peloribates iowaensis
- Peloribates juniperi
- Peloribates kalboprodorsalis
- Peloribates kaszabi
- Peloribates levipunctatus
- Peloribates loksai
- Peloribates longicoma
- Peloribates longipilosus
- Peloribates longisetosus
- Peloribates magkakaibaeus
- Peloribates magnisetosus
- Peloribates moderatus
- Peloribates muscicola
- Peloribates neonominatus
- Peloribates nigeriensis
- Peloribates nishinoi
- Peloribates ominei
- Peloribates pakistanensis
- Peloribates palawanus
- Peloribates paraguayensis
- Peloribates peloptoides
- Peloribates perreti
- Peloribates pilipinus
- Peloribates pilosus
- Peloribates pinguisetus
- Peloribates plumosus
- Peloribates porosus
- Peloribates pseudoporosus
- Peloribates rangiroaensis
- Peloribates ratubakensis
- Peloribates repetitus
- Peloribates reticulatus
- Peloribates rigidicoma
- Peloribates robustus
- Peloribates ryukyuensis
- Peloribates serratoseta
- Peloribates sierramadrensis
- Peloribates stellatus
- Peloribates tredecemsetosus
- Peloribates tripuraensis
- Peloribates tsengi
- Peloribates tunisiensis
- Peloribates turgidus
- Peloribates uracasensis
- Peloribates varisculptus
- Peloribates yezoensis
- Peloribates yoshii
- Peloribates yunnanensis